# Ibuki Fujita
Ibuki Fujita (japanisch 藤田 息吹 Fujita Ibuki; * 30. Januar 1991 in Nagoya) ist ein japanischer Fußballspieler.

## Karriere
Fujita erlernte das Fußballspielen in der Schulmannschaft der Fujieda Higashi High School und der Universitätsmannschaft der Keiō-Universität. Seinen ersten Vertrag unterschrieb er 2013 bei Shimizu S-Pulse. Der Verein spielte in der höchsten Liga des Landes, der J1 League. Für den Verein absolvierte er zwei Erstligaspiele. 2015 wechselte er auf Leihbasis zum Zweitligisten Ehime FC. Nach der Ausleihe wurde er von Ehime fest verpflichtet. Für Ehime absolvierte er insgesamt 108 Ligaspiele. 2018 wechselte er zum Ligakonkurrenten Matsumoto Yamaga FC. 2018 wurde er mit dem Verein Meister der J2 League und stieg in die erste Liga auf. Am Ende der Saison 2019 stieg der Verein wieder in die zweite Liga ab. Nach drei Jahren und insgesamt 90 Spielen unterschrieb er im Januar 2021 einen Vertrag beim Montedio Yamagata. Nach 118 Ligaspielen wechselte er im Januar 2024 zum ebenfalls in der zweiten Liga spielenden Fagiano Okayama. Am Ende der Saison 2024 belegte er mit Okayama den fünften Tabellenplatz und qualifizierte sich somit zu den Aufstiegsspielen zur ersten Liga. Hier konnte man sich im Finale gegen Vegalta Sendai durchsetzen und stieg somit in die erste Liga auf.

## Erfolge
Matsumoto Yamaga FC
- Japanischer Zweitligameister: 2018